# 쿠페 뒤 파소
쿠페 뒤 파소(Coupe du Faso)는 부르키나파소 최고의 녹아웃 축구 토너먼트이다.